# Quesnoy-sur-Airaines
 Quesnoy-sur-Airaines  es una comuna y población de Francia, en la región de Picardía, departamento de Somme, en el distrito de Amiens y cantón de Molliens-Dreuil.
Su población en el censo de 1999 era de 444 habitantes.
Está integrada en la Communauté de communes du Sud-Ouest Amiénois .

## Demografía
| 433 | 444 | 452 | 433 | 438 | 444 |
| Para los censos de 1962 a 1999 la población legal corresponde a la población sin duplicidades (Fuente: INSEE [Consultar]) |     |     |     |     |     |